# Waliska (Grójec)
Pour les articles homonymes, voir Waliska.
Waliska (prononciation : [vaˈliska]) est un village polonais de la gmina de Nowe Miasto nad Pilicą dans le powiat de Grójec de la voïvodie de Mazovie dans le centre-est de la Pologne.
Il se situe à environ 5 kilomètres au nord-est de Nowe Miasto nad Pilicą (siège de la gmina), 34 kilomètres au sud-ouest de Grójec (siège du powiat) et à 73 kilomètres au sud de Varsovie (capitale de la Pologne).

## Histoire
De 1975 à 1998, le village appartenait administrativement à la voïvodie de Radom.